# للیو آنتونیوتی
للیو آنتونیوتی (انگلیسی: Lelio Antoniotti; ۱۷ ژانویهٔ ۱۹۲۸ – ۲۹ مارس ۲۰۱۴) بازیکن فوتبال اهل ایتالیا بود.
از باشگاه‌هایی که در آن بازی کرده‌است می‌توان به باشگاه ورزشی لاتزیو، باشگاه فوتبال تورینو، باشگاه فوتبال ویچنزا، باشگاه فوتبال یوونتوس، باشگاه فوتبال ارورا پرو پاتریا ۱۹۱۹، و باشگاه فوتبال نووارا اشاره کرد.